# Matías Rodríguez
Matías Sebastián Rodríguez (San Isidro, Provincia de Buenos Aires; 30 de junio de 1987) es un piloto argentino de automovilismo de velocidad. Debutó en el automovilismo en el año 2006, compitiendo en el TC Mouras a bordo de un Chevrolet Chevy. Durante su carrera deportiva, repartió su actividad entre el Top Race (donde compitió en Top Race Series y TRV6) y las divisiones TC Mouras, TC Pista y TC de la Asociación Corredores de Turismo Carretera. En el año 2015 conquistó su primer título a nivel nacional, al proclamarse campeón en la Top Race V6, compitiendo al comando del Mercedes-Benz C-204 número 93 atendido por el equipo Sportteam. Por otra parte, en el año 2014 se convirtió en el ganador número 204 del historial del Turismo Carretera, al obtener el triunfo en el Autódromo Mar y Valle de Trelew, al comando de un Dodge Cherokee. Su carrera continuó en los años posteriores, dedicándose de lleno al Turismo Carretera y debutando en la categoría TC Pick Up en el año 2020, donde logró el subcampeonato al comando de una camioneta Toyota Hilux.

## Biografía
Iniciado en el ambiente del karting, Matías Rodríguez inició su carrera profesional en el año 2006, al debutar en la divisional TC Mouras de la Asociación Corredores de Turismo Carretera, compitiendo al comando de un Chevrolet Chevy. Tras una buena serie de resultados, obtendría finalmente el ascenso a la divisional TC Pista, donde debutaría en la temporada 2007, siempre al comando de un Chevrolet y logrando su primera victoria el 19 de agosto en Río Cuarto, mientras que en el año 2008 se llevaría la segunda fecha corrida en Balcarce. En esta categoría peleó el título en tres oportunidades, culminando en el año 2009 con el ascenso al Turismo Carretera luego de cerrar el año en la cuarta posición de la tabla general, tras 16 carreras y 3 triunfos: San Luis, Nueve de Julio y en la fecha de cierre corrida en la Ciudad de Buenos Aires.
Fue el primer piloto en competir en simultáneo en el Top Race V6 y el Top Race Junior al disputar ambos torneos en el año 2008, corriendo en la primera divisional con un Chevrolet Vectra II, reemplazando a Ángel Gustavo Posse, y en la segunda con un Volkswagen Passat V y un Mercedes-Benz C-203, en reemplazo de Walter Sotro. Tras estos torneos, Rodríguez continuó únicamente en el TRV6, donde sucesivamente competiría en las escuadras RV Racing Sports y ABH Sport. Durante su paso por esta divisional, tomaría como número identificatorio el 93, siendo usado en todos los automóviles que piloteó.
En el año 2010, Rodríguez debutó en el Turismo Carretera a bordo de un Chevrolet Chevy atendido por la escudería Black Team. A su vez, en este año retornaría a la categoría TRV6 para competir a bordo de un Mercedes-Benz C-203 del equipo RV Competición, formando equipo con los pilotos Juan Manuel Silva e Ivo Perabó. Sin embargo, su incursión dentro de este equipo solo duraría un semestre, ya que al semestre siguiente pasaría a la escudería ABH Sport, donde conduciría un Volkswagen Passat V. Mientras que en el TC, dejaría la actividad producto de sus bajos resultados.
En el año 2011, Rodríguez anunció su retorno al Turismo Carretera, comandando su propia escudería, con la cual pondría nuevamente en pista un modelo Chevrolet Chevy. En paralelo a ello, su actividad en el Top Race V6 continuaría de la mano del equipo ABH Sport, solo que en esta oportunidad le sería confiada primeramente una unidad Ford Mondeo II y más tarde un Ford Mondeo III. Con estas unidades, Rodríguez culminaría el torneo de TRV6 en la 22ª ubicación con 24 puntos, mientras que en el TC cerró el año en la 39.ª posición con 40 puntos.
Para el año 2012, Rodríguez decidió inclinar toda su carrera hacia el Top Race, categoría en la que nuevamente es confirmado en el equipo ABH Sport, compitiendo a bordo del Volkswagen Passat CC número 93 de la nueva categoría TRV6. En el año 2013 además de continuar su carrera en el TRV6 retornó al Turismo Carretera compitiendo al comando de un Dodge Cherokee del equipo UR Racing. Con esta unidad y bajo esta estructura, Rodríguez obtuvo el primer triunfo de su carrera deportiva en el TC, el 23 de noviembre de 2014, en el Autódromo Mar y Valle de la ciudad de Trelew. De esta manera y con este triunfo, Rodríguez ingresó a la historia como el ganador número 204 del historial de ganadores del Turismo Carretera.
En 2015 se produjo un salto deportivo en la carrera de Matías Rodríguez, ya que tras haberse producido la salida del campeón reinante del Top Race Agustín Canapino, del equipo Sportteam, Rodríguez fue llamado a sucederlo para esa temporada. A pesar de haber demostrado un rendimiento superlativo, en el cual logró tres victorias anuales (Concordia, Alta Gracia y Junín) peleando palmo a palmo con Canapino, los números del acumulado anual favorecían claramente al campeón reinante. Sin embargo el cambio reglamentario dispuesto para esa temporada, por la cual el torneo se definía (tras una serie de instancias clasificatorias) por las posiciones de la última competencia, fue capitalizado por Rodríguez quien terminó finalizando la competencia en tercera posición, conquistando de esa forma su primer título de automovilismo nacional.

## Trayectoria
| Temporada | Categoría                   | Equipo                       | Coche                | Carreras    | Victorias   | Podios      | Poles       | VR          | Puntos      | Pos.        |
| --------- | --------------------------- | ---------------------------- | -------------------- | ----------- | ----------- | ----------- | ----------- | ----------- | ----------- | ----------- |
| 2006      | TC Mouras                   | CBA Motorsport               | Chevrolet Chevy      | 8           | 1           | 1           | 2           | 0           | 80.50       | 10.º        |
| 2007      | TC Pista                    | CBA Motorsport               | Chevrolet Chevy      | 16          | 1           | 2           | 3           | 0           | 131.50      | 7.º         |
| 2007      | Top Race V6                 | AS Racing                    | Mercedes-Benz C-W203 | 4           | 0           | 0           | 0           | 0           | 1           | 55.º        |
| 2008      | TC Pista                    | CBA Motorsport               | Chevrolet Chevy      | 8           | 1           | 1           | 2           | 1           | 153.50      | 5.º         |
| 2008      | TC Pista                    | Buenos Aires Racing          | Chevrolet Chevy      | 7           | 0           | 1           | 1           | 0           | 153.50      | 5.º         |
| 2008      | Top Race V6                 | 2N Motorsport                | Mercedes-Benz C-W203 | 1           | 0           | 0           | 0           | 0           | 1           | 57.º        |
| 2008      | Top Race Junior             | 2N Motorsport                | Chevrolet Vectra II  | 1           | 0           | 0           | 1           | 0           | 1           | 46.º        |
| 2009      | TC Pista                    | Urtubey Competición          | Chevrolet Chevy      | 16          | 3           | 6           | 4           | 3           | 212         | 4.º         |
| 2009      | Top Race V6 (titular)       | Gurini Motorsport            | Mercedes-Benz C-W203 | 1           | 0           | 0           | 0           | 0           | 0           | 51.º        |
| 2009      | Carrera de la Historia TRV6 | Azar Motorsport              | Ford Mondeo II       | 1           | 0           | 0           | 0           | 0           | 0           | Inv.        |
| 2010      | Turismo Carretera           | Black Team                   | Chevrolet Chevy      | 2           | 0           | 0           | 0           | 0           | 1           | 63.º        |
| 2010      | Copa América de TRV6        | RV Racing Sport              | Mercedes-Benz C W203 | 6           | 0           | 0           | 0           | 0           | 46          | 16.º        |
| 2010      | Torneo Clausura de TRV6     | Abraham Sport Racing         | Volkswagen Passat B5 | 3           | 0           | 0           | 0           | 0           | 17          | 34.º        |
| 2010      | Torneo Clausura de TRV6     | Abraham Sport Racing         | Ford Mondeo II       | 3           | 0           | 0           | 0           | 0           | 17          | 34.º        |
| 2011      | Turismo Carretera           | Black Team                   | Chevrolet Chevy      | 14          | 0           | 0           | 0           | 0           | 40          | 39.º        |
| 2011      | Top Race V6                 | Abraham Sport Racing         | Ford Mondeo II       | 3           | 0           | 0           | 0           | 0           | 24          | 22º.        |
| 2011      | Top Race V6                 | Abraham Sport Racing         | Ford Mondeo III      | 10          | 0           | 0           | 0           | 0           | 24          | 22º.        |
| 2011      | Torneo de invitados del TCM | Black Team                   | Chevrolet Chevy      | 2           | 0           | 0           | 0           | 0           | 7.75        | 14.º        |
| 2012      | Top Race V6                 | ABH Sport                    | Volkswagen Passat CC | 9           | 0           | 0           | 0           | 0           | 32          | 13.º        |
| 2012      | Top Race V6                 | GT Racing                    | Mercedes-Benz C W204 | 6           | 0           | 0           | 0           | 1           | 32          | 13.º        |
| 2013      | Top Race V6                 | GT Racing                    | Mercedes-Benz C W204 | 6           | 0           | 0           | 0           | 2           | 1           | 18.º        |
| 2013      | Turismo Carretera           | Alifraco Sport               | Dodge Cherokee       | 5           | 0           | 0           | 0           | 0           | 42.25       | 48.º        |
| 2014      | Turismo Carretera           | Alifraco Sport               | Dodge Cherokee       | 6           | 0           | 0           | 0           | 0           | 285.50      | 18.º        |
| 2014      | Turismo Carretera           | UR Racing                    | Dodge Cherokee       | 7           | 1           | 2           | 1           | 1           | 285.50      | 18.º        |
| 2014      | Torneo de invitados del TCM | Alifraco Sport               | Dodge Cherokee       | 1           | 0           | 0           | 0           | 0           | 9.50        | 37.º        |
| 2014      | Top Race V6                 | ABH Sport                    | Volkswagen Passat CC | 8           | 0           | 0           | 0           | 0           | 131         | 12.º        |
| 2014      | Top Race Series             | Guidi Competición            | Fiat Linea Series    | 1           | 0           | 1           | 0           | 0           | 0           | Inv.        |
| 2015      | Turismo Carretera           | UR Racing                    | Dodge Cherokee       | 9           | 0           | 0           | 0           | 0           | 155.50      | 33.º        |
| 2015      | Top Race V6                 | Sportteam                    | Mercedes-Benz C W204 | 18          | 3           | 9           | 3           | 5           | 372         | 1.º         |
| 2015      | Súper TC 2000               | Equipo Fiat Petronas         | Fiat Linea           | 1           | 0           | 0           | 0           | 0           | 0           | Inv.        |
| 2016      | Turismo Carretera           | Trotta Racing Team           | Dodge Cherokee       | 4           | 0           | 0           | 0           | 0           | 64.50       | 43.º        |
| 2016      | Top Race V6                 | Midas Racing Team            | Mercedes-Benz C W204 | 16          | 0           | 4           | 1           | 0           | 92          | 5.º         |
| 2016      | Súper TC 2000               | Team Peugeot Total Argentina | Peugeot 408          | 1           | 0           | 0           | 0           | 0           | 0           | Inv.        |
| 2017      | Top Race V6                 | Mitsubishi 3M Racing         | Mitsubishi Lancer GT | 15          | 1           | 2           | 0           | 0           | 73          | 8.º         |
| 2017      | Súper TC 2000               | Team Peugeot Total Argentina | Peugeot 408          | 1           | 0           | 0           | 0           | 0           | 0           | Inv.        |
| 2017      | Buenos Aires 1000 de TC     | Ugalde Competición           | Ford Falcon          | 1           | 0           | 0           | 0           | 0           | 0           | Inv.        |
| 2018      | Top Race V6                 | 3M Top Race Team             | Mitsubishi Lancer GT | 1           | 0           | 0           | 0           | 0           | 107         | 7.º         |
| 2018      | Top Race V6                 | 3M Top Race Team             | Mercedes-Benz C W204 | 10          | 0           | 3           | 1           | 3           | 107         | 7.º         |
| 2018      | Súper TC 2000               | Team Peugeot Total Argentina | Peugeot 408          | 1           | 0           | 0           | 0           | 0           | 0           | Inv.        |
| 2018      | TC 2000                     | DTA Racing                   | Peugeot 408          | 1           | 0           | 0           | 0           | 0           | 0           | Inv.        |
| 2019      | Top Race V6                 | Midas Carrera Team           | Toyota Camry XV50    | 15          | 1           | 3           | 0           | 1           | 143         | 6.º         |
| 2019      | TC Pick Up                  | Scuderia Fiat Donto Racing   | Fiat Toro            | 9           | 0           | 2           | 0           | 0           | 114         | 6.º         |
| 2019      | TC 2000                     | DTA Racing                   | Peugeot 408          | 1           | 0           | 0           | 0           | 0           | 0           | Inv.        |
| 2020      | Turismo Carretera           | LCA Racing                   | Dodge Cherokee       | 2           | 0           | 0           | 0           | 0           | 25          | 43.º        |
| 2020      | TC Pick Up                  | LCA Racing                   | Toyota Hilux         | 7           | 2           | 5           | 1           | 0           | 262         | 2.º         |
| 2021      | Turismo Carretera           | Midas Carrera Team           | Torino Cherokee      | Por definir | Por definir | Por definir | Por definir | Por definir | Por definir | Por definir |
| 2021      | TC Pick Up                  | Midas Carrera Team           | Toyota Hilux         | Por definir | Por definir | Por definir | Por definir | Por definir | Por definir | Por definir |
| Fuente:   | [ 15 ]                      | [ 15 ]                       | [ 15 ]               | [ 15 ]      | [ 15 ]      | [ 15 ]      | [ 15 ]      | [ 15 ]      | [ 15 ]      | [ 15 ]      |

## Palmarés
| Título     | Categoría   | Automóvil           | Año  |
| ---------- | ----------- | ------------------- | ---- |
| Campeón    | Top Race V6 | Mercedes-Benz C-204 | 2015 |
| Subcampeón | TC Pick Up  | Toyota Hilux        | 2020 |

## Resultados

### Súper TC 2000
| Año  | Equipo                          | Auto               | 1    | 2    | 3     | 4     | 5   | 6    | 7   | 8   | 9      | 10     | 11    | 12  | 13    | 14    | 15    | 16  | 17  | 18  | 19  | 20    | 21    | 22   | Res. | Puntos |
| ---- | ------------------------------- | ------------------ | ---- | ---- | ----- | ----- | --- | ---- | --- | --- | ------ | ------ | ----- | --- | ----- | ----- | ----- | --- | --- | --- | --- | ----- | ----- | ---- | ---- | ------ |
| 2015 |                                 |                    | JUN  | ROS  | OBE   | TRH   | RAF | SL I | SFE | SFE | TOA    | GR     | SMM   | AG  | SL II |       |       |     |     |     |     |       |       |      | -    | -      |
| 2015 | Equipo Fiat Petronas            | Fiat Linea         |      |      |       |       |     |      |     |     | Ex.    |        |       |     |       |       |       |     |     |     |     |       |       |      | -    | -      |
| 2016 |                                 |                    | TRE  | ROS  | SMM   | AG I  | TRH | OBE  | BA  | SFE | SFE    | TOA    | SJU   | GR  | GR    | AG II |       |     |     |     |     |       |       |      | -    | -      |
| 2016 | Team Peugeot Total Argentina    | Peugeot 408 I      |      |      |       |       |     |      | Ret |     |        |        |       |     |       |       |       |     |     |     |     |       |       |      | -    | -      |
| 2017 |                                 |                    | BA I | PDF  | SMM   | ROS   | ROS | TRH  | RAF | OBE | SFE    | SFE    | BA II | SJU | GR    | AG    |       |     |     |     |     |       |       |      | -    | -      |
| 2017 | Team Peugeot Total Argentina    | Peugeot 408 I      |      |      |       |       |     |      |     |     |        |        | 19    |     |       |       |       |     |     |     |     |       |       |      | -    | -      |
| 2018 |                                 |                    | BA I | ROS  | ROS   | SMM   | PDF | RAF  | SJU | OBE | SFE    | SFE    | TRH   | SNI | BA II | AG    |       |     |     |     |     |       |       |      | -    | -      |
| 2018 | Team Peugeot Total Argentina    | Peugeot 408 I      |      |      |       |       |     |      |     |     |        |        |       |     | 13    |       |       |     |     |     |     |       |       |      | -    | -      |
| 2021 |                                 |                    | BA I | BA I | BA II | BA II | AG  | AG   | SNI | SNI | BA III | BA III | PAR   | PAR | TOA   | TOA   | BA IV | VIL | VIL | ROS | ROS | AG II | AG II | BA V | -    | -      |
| 2021 | Toyota Gazoo Racing YPF Infinia | Toyota Corolla XII |      |      |       |       |     |      |     |     |        |        |       |     |       |       | 13    |     |     |     |     |       |       |      | -    | -      |

### TC 2000
| Año  | Equipo     | Auto          | 1    | 2    | 3   | 4   | 5    | 6    | 7   | 8   | 9     | 10    | 11  | 12   | 13   | 14    | 15   | 16    | 17    | 18    | 19  | 20    | 21    | 22     | 23     | Res. | Puntos |
| ---- | ---------- | ------------- | ---- | ---- | --- | --- | ---- | ---- | --- | --- | ----- | ----- | --- | ---- | ---- | ----- | ---- | ----- | ----- | ----- | --- | ----- | ----- | ------ | ------ | ---- | ------ |
| 2018 |            |               | AG I | AG I | CDU | CDU | CON  | CON  | RC  | RC  | BA    | LP    | LP  | SL I | SL I | AG II | SMM  | SMM   | SL II | SL II | ROS | ROS   | PAR   | PAR    |        | -    | -      |
| 2018 | DTA Racing | Peugeot 408 I |      |      |     |     |      |      |     |     |       |       |     |      |      | 4     |      |       |       |       |     |       |       |        |        | -    | -      |
| 2019 |            |               | AG   | AG   | OLA | OLA | RC I | RC I | CDU | CDU | PAR I | PAR I | SNI | SNI  | ROS  | ROS   | BA I | RC II | RC II | OBE   | OBE | BA II | BA II | PAR II | PAR II | -    | -      |
| 2019 | DTA Racing | Peugeot 408 I |      |      |     |     |      |      |     |     |       |       |     |      |      |       | 9    |       |       |       |     |       |       |        |        | -    | -      |

### Top Race
| Temporada | Categoría                   | Equipo               | Coche                | Carreras | Victorias | Podios | PP     | VR     | Puntos | Pos.   |
| --------- | --------------------------- | -------------------- | -------------------- | -------- | --------- | ------ | ------ | ------ | ------ | ------ |
| 2007      | Top Race V6                 | AS Racing            | Mercedes-Benz C-W203 | 4        | 0         | 0      | 0      | 0      | 1      | 55.º   |
| 2008      | Top Race V6                 | 2N Motorsport        | Mercedes-Benz C-W203 | 1        | 0         | 0      | 0      | 0      | 1      | 57.º   |
| 2008      | Top Race Junior             | 2N Motorsport        | Chevrolet Vectra II  | 1        | 0         | 0      | 1      | 0      | 1      | 46.º   |
| 2009      | Top Race V6 (titular)       | Gurini Motorsport    | Mercedes-Benz C-W203 | 1        | 0         | 0      | 0      | 0      | 0      | 51.º   |
| 2009      | Carrera de la Historia TRV6 | Azar Motorsport      | Ford Mondeo II       | 1        | 0         | 0      | 0      | 0      | 0      | Inv.   |
| 2010      | Copa América de TRV6        | RV Racing Sport      | Mercedes-Benz C W203 | 6        | 0         | 0      | 0      | 0      | 46     | 16.º   |
| 2010      | Torneo Clausura de TRV6     | Abraham Sport Racing | Volkswagen Passat B5 | 3        | 0         | 0      | 0      | 0      | 17     | 34.º   |
| 2010      | Torneo Clausura de TRV6     | Abraham Sport Racing | Ford Mondeo II       | 3        | 0         | 0      | 0      | 0      | 17     | 34.º   |
| 2011      | Top Race V6                 | Abraham Sport Racing | Ford Mondeo II       | 3        | 0         | 0      | 0      | 0      | 24     | 22.º   |
| 2011      | Top Race V6                 | Abraham Sport Racing | Ford Mondeo III      | 10       | 0         | 0      | 0      | 0      | 24     | 22.º   |
| 2012      | Top Race V6                 | ABH Sport            | Volkswagen Passat CC | 9        | 0         | 0      | 0      | 0      | 32     | 13.º   |
| 2012      | Top Race V6                 | GT Racing            | Mercedes-Benz C W204 | 6        | 0         | 0      | 0      | 1      | 32     | 13.º   |
| 2013      | Top Race V6                 | GT Racing            | Mercedes-Benz C W204 | 6        | 0         | 0      | 0      | 2      | 1      | 18.º   |
| 2014      | Top Race V6                 | ABH Sport            | Volkswagen Passat CC | 8        | 0         | 0      | 0      | 0      | 131    | 12.º   |
| 2014      | Top Race Series             | Guidi Competición    | Fiat Linea Series    | 1        | 0         | 1      | 0      | 0      | 0      | Inv.   |
| 2015      | Top Race V6                 | Sportteam            | Mercedes-Benz C W204 | 18       | 3         | 9      | 3      | 5      | 372    | 1.º    |
| 2016      | Top Race V6                 | Midas Racing Team    | Mercedes-Benz C W204 | 16       | 0         | 4      | 1      | 0      | 92     | 5.º    |
| 2017      | Top Race V6                 | Mitsubishi 3M Racing | Mitsubishi Lancer GT | 15       | 1         | 2      | 0      | 0      | 73     | 8.º    |
| 2018      | Top Race V6                 | 3M Top Race Team     | Mitsubishi Lancer GT | 1        | 0         | 0      | 0      | 0      | 107    | 7.º    |
| 2018      | Top Race V6                 | 3M Top Race Team     | Mercedes-Benz C W204 | 10       | 0         | 3      | 1      | 3      | 107    | 7.º    |
| 2019      | Top Race V6                 | Midas Carrera Team   | Toyota Camry XV50    | 15       | 1         | 3      | 0      | 1      | 143    | 6.º    |
| Fuente:   | [ 15 ]                      | [ 15 ]               | [ 15 ]               | [ 15 ]   | [ 15 ]    | [ 15 ] | [ 15 ] | [ 15 ] | [ 15 ] | [ 15 ] |